# جيم هيكي
جيم هيكي (بالإنجليزية: Jim Hickey)‏ هو عالم أرصاد نيوزيلندي، ولد في 1 أغسطس 1949.

## وصلات خارجية
- جيم هيكي على موقع IMDb (الإنجليزية)